# Ramon Busquets
Ramon Busquets (Reus, 31 d'agost de 1772 - Cocabambilla, Perú, 1864) va ser un missioner franciscà, fill d'Isidre Busquets, espardenyer i de Maria Bofarull, tots dos de Reus.
Va ser destinat a l'escola i convent de Santa Rosa de Ocopa a la regió de l'Ucayali, al Perú, des d'on va acompanyar Girbal a les exploracions de la conca superior del Marañón. Va seguir el riu Santa Ana i el Cocabambilla (1799-1807), i va escriure un Diario de la expedición. Va morir quan acompanyava l'expedició científica francesa de Francis de Laporte de Castelnau pel riu Urubamba.